# 670 v.Chr.
Het jaar 670 v.Chr. is een jaartal volgens de christelijke jaartelling.

## Gebeurtenissen

### Assyrië
- De Kimmeriërs vallen Assyrië binnen, Esarhaddon weet de nomaden naar het Taurus-gebergte terug te drijven.[1]

## Verwijzingen
1. ↑  The Kingdom of Armenia By M. Chahin 2001 Routledge ISBN 0700714529